# Mai Nap
Mai Nap – węgierski dziennik wydawany w Budapeszcie. Został założony w 1989 r., a jego ostatni numer ukazał w 2005 roku. Należał do gazet typu tabloid.